# Обојањ
Обојањ (рус. Обоянь) град је у Русији у Курској области.

## Становништво
| 1939. | 1959.  | 1970.  | 1979.  | 1989.  | 2002.  | 2010.  |
| ----- | ------ | ------ | ------ | ------ | ------ | ------ |
| 7.850 | 11.894 | 13.409 | 14.359 | 15.360 | 14.618 | 13.565 |